# Armando González Sandoval
Armando González Sandoval (Tepic, Nayarit, México, 13 de junio de 1997) es un futbolista mexicano, juega como delantero y su actual equipo es el AD Guanacasteca de la Primera División de Costa Rica.

## Trayectoria

### Inicios, Club de Fútbol Pachuca y Deportivo Tepic
Armando González surgió de las Fuerzas Básicas del Club de Fútbol Pachuca a la edad de 12 años en el año 2009, tras destacar con las fuerzas inferiores del Pachuca, se le hizo una invitación por parte de José Luis Real visor del Club Deportivo Guadalajara, en ese entonces dejó al Pachuca para irse a probar primero con el Deportivo Tepic, al destacar en la categorías Sub-15 para 2014 fue enviado al equipo de Chivas Rayadas de la Tercera División de México, donde también destacó metiendo 11 goles en 17 partidos.
Para el Apertura 2015, fue llamado por el primer equipo del Deportivo Tepic donde fue registrado para disputar dicho torneo en el Ascenso MX.
Debuta como profesional el 19 de septiembre de 2015, ante el Club Necaxa.

### Club Atlético Zacatepec
Tras anunciarse la desaparición del Deportivo Tepic, fue enviado junto con todos los jugadores al Club Atlético Zacatepec de cara al Apertura 2017. En este equipo se mantuvo hasta el 26 de junio de 2020 cuando el club fue trasladado a Michoacán y pasó a llamarse Atlético Morelia.

### Atlético Morelia
En el conjunto canario el futbolista participó durante el Torneo Guard1anes 2020, en donde participó en nueve partidos.

### Club Deportivo Irapuato
En enero de 2021 González pasó a jugar en el Club Deportivo Irapuato de la Serie A de México.

## Estadísticas

### Clubes
Actualizado al último partido jugado el 3 de noviembre de 2024.
| Coras F. C. · México                                                          | 2.ª                 | 2015                | 0   | 0  | 1  | 0 | - | - | 1   | 0  | 0,00 |
| Coras F. C. · México                                                          | 2.ª                 | 2015-16             | 22  | 2  | 10 | 1 | - | - | 32  | 3  | 0,09 |
| Coras F. C. · México                                                          | 2.ª                 | 2016                | 1   | 0  | 3  | 0 | - | - | 4   | 0  | 0,00 |
| Coras F. C. · México                                                          | Total               | Total               | 23  | 2  | 14 | 1 | 0 | 0 | 37  | 3  | 0,08 |
| C. A. Zacatepec · México                                                      | 2.ª                 | 2017-18             | 26  | 4  | 9  | 2 | - | - | 35  | 6  | 0,17 |
| C. A. Zacatepec · México                                                      | 2.ª                 | 2018                | 7   | 0  | 3  | 0 | - | - | 10  | 0  | 0,00 |
| C. A. Zacatepec · México                                                      | Total               | Total               | 33  | 4  | 12 | 2 | 0 | 0 | 45  | 6  | 0,13 |
| A. Morelia · México                                                           | 2.ª                 | 2020                | 9   | 0  | -  | - | - | - | 9   | 0  | 0,00 |
| A. Morelia · México                                                           | Total               | Total               | 9   | 0  | 0  | 0 | 0 | 0 | 9   | 0  | 0,00 |
| C. Irapuato · México                                                          | 3.ª                 | 2020-21             | 17  | 6  | -  | - | - | - | 17  | 6  | 0,35 |
| C. Irapuato · México                                                          | Total               | Total               | 17  | 6  | 0  | 0 | 0 | 0 | 17  | 6  | 0,35 |
| Mineros · México                                                              | 2.ª                 | 2021                | 16  | 4  | -  | - | - | - | 16  | 4  | 0,25 |
| Mineros · México                                                              | Total               | Total               | 16  | 4  | 0  | 0 | 0 | 0 | 16  | 4  | 0,25 |
| Alebrijes · México                                                            | 2.ª                 | 2022                | 17  | 4  | -  | - | - | - | 17  | 4  | 0,24 |
| Alebrijes · México                                                            | 2.ª                 | 2022-23             | 34  | 12 | -  | - | - | - | 34  | 12 | 0,35 |
| Alebrijes · México                                                            | 2.ª                 | 2023-24             | 8   | 1  | -  | - | - | - | 8   | 1  | 0,13 |
| Alebrijes · México                                                            | 2.ª                 | 2024-25             | 14  | 3  | -  | - | - | - | 14  | 3  | 0,21 |
| Alebrijes · México                                                            | Total               | Total               | 73  | 20 | 0  | 0 | 0 | 0 | 73  | 20 | 0,29 |
| A. D. Guanacasteca · Costa Rica                                               | 1.ª                 | 2025                | 0   | 0  | -  | - | - | - | 0   | 0  | 0,00 |
| A. D. Guanacasteca · Costa Rica                                               | Total               | Total               | 0   | 0  | 0  | 0 | 0 | 0 | 0   | 0  | 0,00 |
| Total en su carrera                                                           | Total en su carrera | Total en su carrera | 171 | 36 | 26 | 3 | 0 | 0 | 197 | 39 | 0,20 |
| (1) Incluye datos de Copa México. (3) No incluye goles en partidos amistosos. |                     |                     |     |    |    |   |   |   |     |    |      |